# 開陽丸
開陽丸（かいようまる）は、幕末期に幕府海軍に所属していたオランダ製軍艦。オランダでの愛称はVoorlichter(夜明け前)。木造シップ型フリゲート。
江戸幕府大老井伊直弼の意思を継いだ老中安藤信正（信睦）によってオランダより導入された江戸幕府の軍艦で、オランダで造艦され、1867年（慶応3年）3月25日に横浜へ入港した。最新鋭の主力艦として外国勢力に対する抑止力となることが期待されたが、徳川軍艦としてわずか1年数ヶ月、1868年（明治元年）11月15日、蝦夷地・江差沖において暴風雨に遭い、座礁・沈没した。
1975年（昭和50年）、江差町教育委員会によって世界初となる水中・産業考古学の対象として発掘・調査プロジェクトが発足した。大砲やシャフト等の遺構から古文書まで3万点以上の遺留品の引揚げが行われている。1990年（平成2年）4月、江差町に史料館として開陽丸が復元された。現在は開陽丸記念館がある)。

## 背景

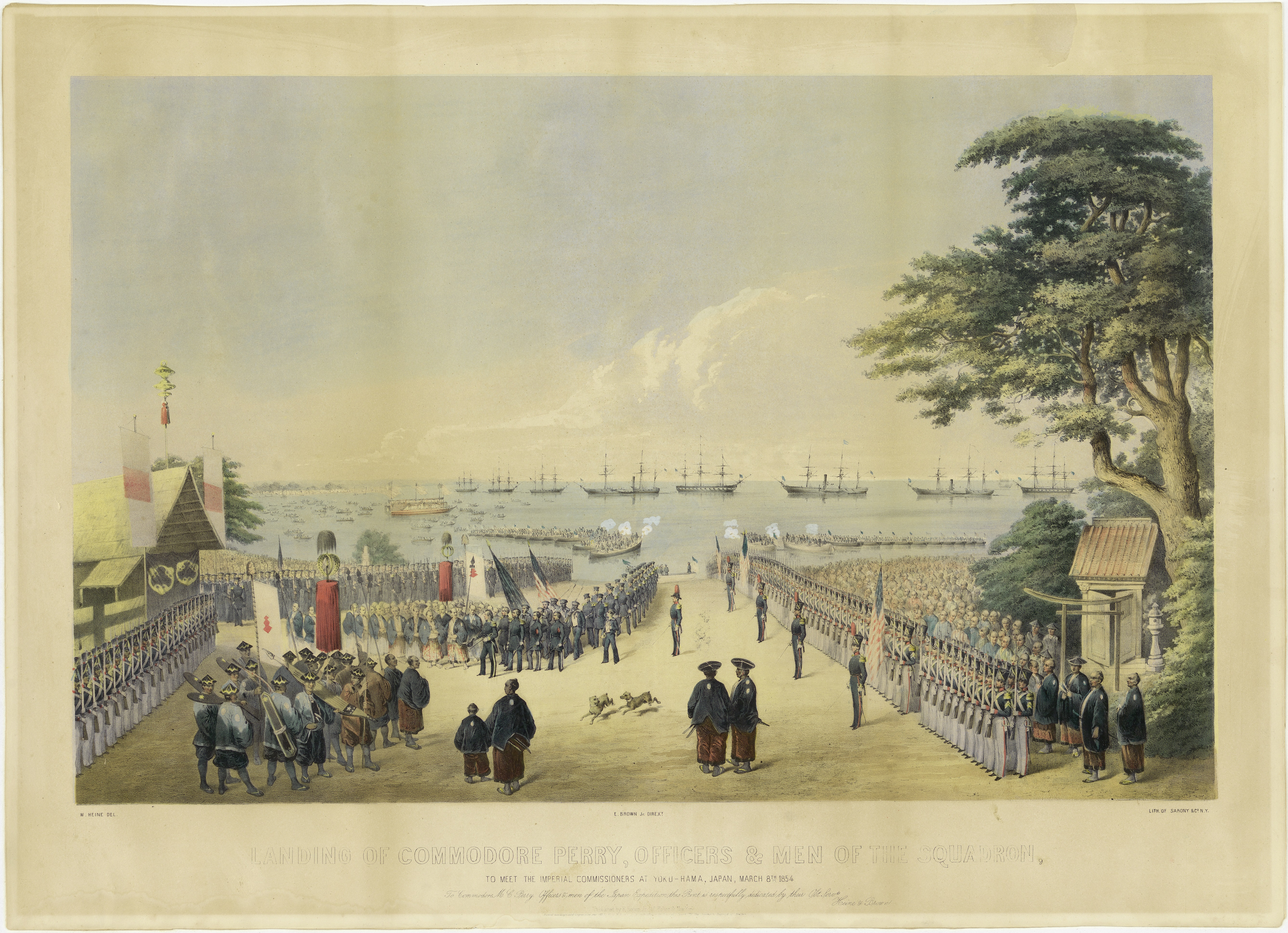
ペリー来航(1853年)

黒船来航として知られる、1853年（嘉永6年）6月の浦賀沖へのマシュー・ペリー率いるアメリカ合衆国艦隊出現は、日本に欧米諸国との文明の差を痛感させるには充分な威力を発揮した。この一件をきっかけとして、幕府は国の海防力の強化の必要性を悟り、海軍創設および強力な軍艦の保持を目指すこととなる。1855年（安政2年）、中古軍艦の買入れを始めると同時に、その軍艦を操船するための兵士の育成を開始するため、オランダへ協力を要請した。長崎出島(鎖国下でもオランダとの通商窓口となっていた)に海軍伝習所を設ける運びとなり、当時のオランダ国王ウィレム3世は、蒸気軍艦スピング号を幕府へ贈呈し、ペルス・ライケン中佐らを海軍教官として長崎へ派遣した。この伝習所の第一期生としては勝麟太郎、矢田堀景蔵など150人。1856年（安政3年）には後に開陽丸に深く関わることになる榎本武揚ら2期生が入所した。
しかし、幕府の開港政策に反対する攘夷派の動きや、天保の改革の失敗、貧困・飢饉に苦しむ庶民の一揆、さらには各国と通商条約を結び、海防力の強化を推し進めていた大老・井伊直弼が桜田門外の変で斃れるなど、国内の情勢も非常に不安定であった。
国内外の対応に追われつつも、1862年（文久2年）までには諸外国から買い入れた中古の軍艦を取り揃え、なんとか海軍としての体を成すようになっていた。しかし、外国の不用艦のみでは外国の強力な艦隊にかなう筈も無く、国を守るための、より強力な主力艦が求められるようになった。

## 艦歴

### 発注

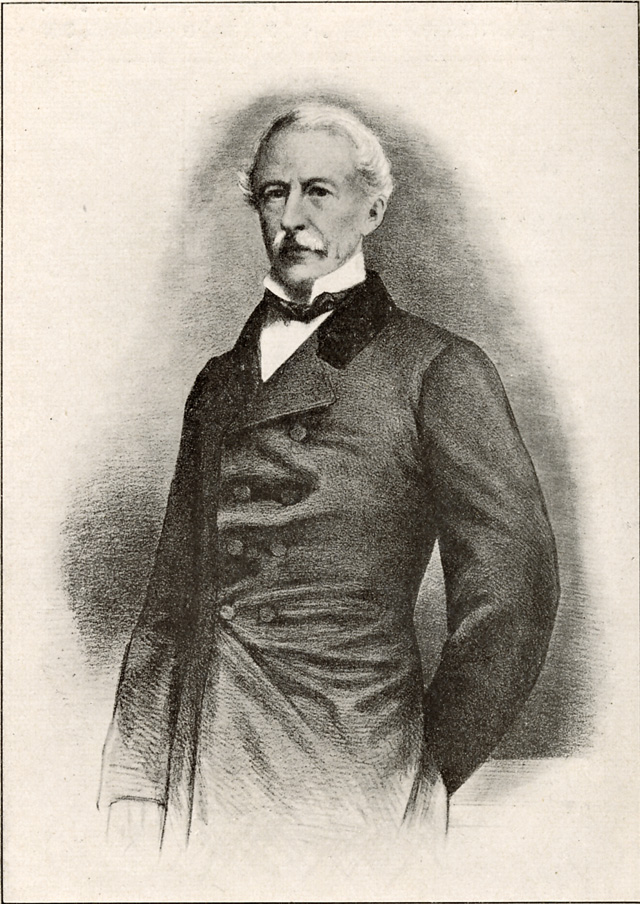
ヴィレム・ホイセン・ファン・カッテンディーケ

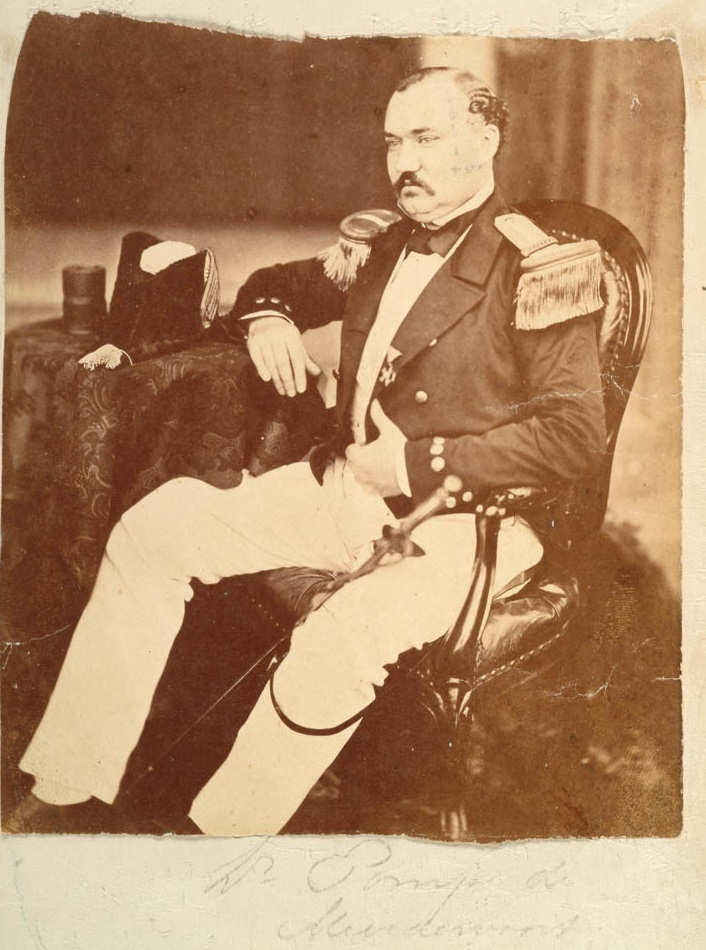
ヨハネス・ポンペ・ファン・メーデルフォールト

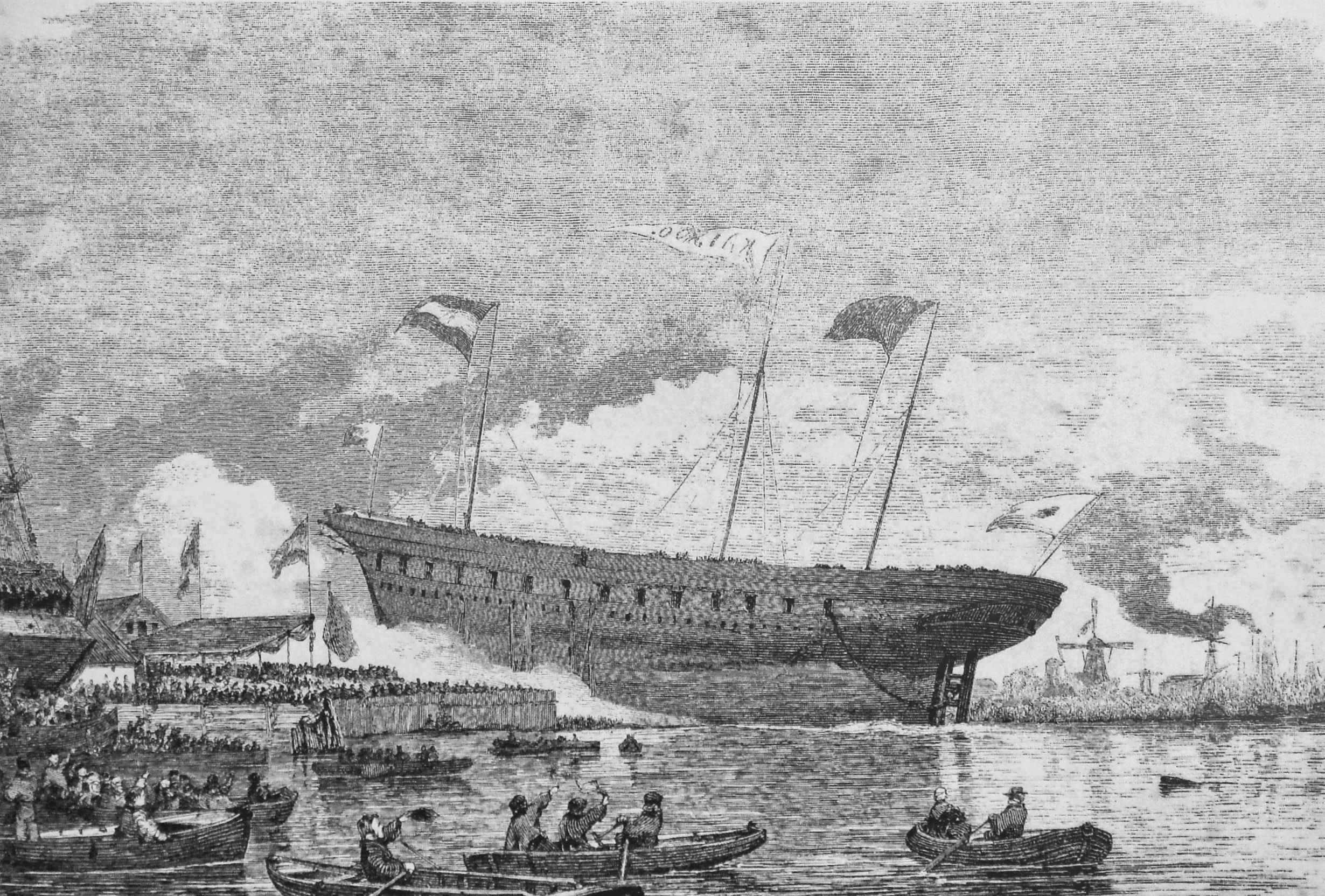
進水式

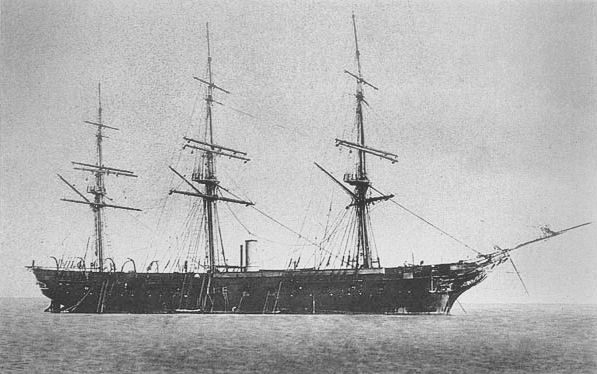
開陽丸の写真

江戸幕府は、外国船に劣らない新鋭艦の必要性を感じてアメリカ駐日公使であったタウンゼント・ハリスに打診する。しかし、ハリスは自国の南北戦争を理由として軍艦の新造を拒否した。このため、オランダへ軍艦の発注および、それに伴う留学生の派遣を依頼することとなった。1862年（文久2年）、久世広周は「オランダ海軍の持つ最新の設計・設備を施した、蒸気機関推進で大砲を20門以上装備した3000トン未満の軍艦一隻」という条件で注文書を出した。同時に、軍艦引き受けをかねて派遣する日本人留学生ら15名を選抜した。そして1863年（文久3年）3月にはロッテルダムの蒸気船会社にて設計が完成し、ドルトレヒトのヒップス・エン・ゾーネン造船所(Cornelis Gips & Zonen)に建造が指示された。オランダ側は当初、時流からみて鉄製艦を薦めたが、一刻も早い入手を望んだ幕府側は木造を選択する。こうして開陽丸は木造銅貼で造船されることとなり、1866年6月進水を目指し、作業が開始された。
一方、選ばれた留学生達は、1862年(文久2年)9月11日長崎を出港、1863年（文久3年）4月16日にオランダのブローウエルスハーヘン港(Brouwershaven)に到着した。当地での留学生たちの世話は長崎海軍伝習所で教官を務めていたカッテンディーケ海軍大佐とメーデルフォールト軍医が見ることとなった。
| 氏名             | 職業                   | 修学内容                     |
| ---------------- | ---------------------- | ---------------------------- |
| 内田恒次郎       | 軍艦操練所軍艦乗組     | 船具運用、砲術専攻           |
| 榎本釜次郎       | 軍艦操練所軍艦乗組     | 船具運用、砲術、機関専攻     |
| 澤太郎左衛門     | 軍艦操練所軍艦奉行支配 | 船具運用、砲術、鉄砲火薬専攻 |
| 赤松大三郎       | 外国奉行支配役並出役   | 船具運用、砲術、造船専攻     |
| 田口俊平         | 外国奉行支配調役並出役 | 船具、砲術、測量専攻         |
| 津田真一郎       | 洋書調所教授方出役     | 国際法、財政学、統計学専攻   |
| 西周助           | 洋書調所教授方出役     | 国際法、財政学、統計学専攻   |
| 古川庄八         | -                      | 水夫頭習得                   |
| 山下岩吉         | -                      | 上等水夫習得                 |
| 中島兼吉         | -                      | 大砲鋳物師習得               |
| 大野弥三郎       | -                      | 測量機械師習得               |
| 上田寅吉         | 船大工                 | 船大工習得                   |
| 林研海           | 医師                   | 医学専攻                     |
| 伊東玄伯         | 医師                   | 医学専攻                     |
| 大川喜太郎(病死) | -                      | 鍛工習得                     |

### 建造
ドルトレヒトで作業が開始されて1年半ほど経過した1864年（元治元年）、船体の竜骨が組みあがり、第一段階の作業が終了した。幕府より艦名付与の指示を受けた内田は、澤や榎本らと相談し、日本の国情を考慮し、榎本が提案した「夜明け前(蘭語:Voorlichter)」を想起する開陽に決定され、10月20日、関係者らを集めた命名式が執り行われた。この名はオランダの庶民にも伝えられ、「日本軍艦フォールリヒター」として近隣住民の話題にものぼるようになった。
開陽の工事は着々と進行し、1865年（慶応元年）9月14日、進水式が執り行われることとなった。3000トン級の船が造られることは海軍国家であったオランダでも珍しく、進水式には関係者の他、ドルトレヒトの市民が大勢集まり、地元紙にもその模様が詳細に掲載された。カッテンディーケ大佐によるロープカットが行われ、メルウェデの河口に無事着水し、成功裏に終わると、夜には盛大な晩餐会が開催された。その後、開陽はヘレフートスライス(Hellevoetsluis)の海軍工廠に曳航され、艤装工事が施され、次にビレムスドルプ(Willemsdorp)にて武装が行われる予定であった。当初幕府は開陽の搭載砲26門のうち、通常砲20門、クルップ施条砲6門にて依頼していたが、留学中にデンマーク戦争を観戦し、施条砲の威力を目の当たりにした榎本、澤、赤松らの尽力によりクルップ施条砲18門を導入するよう変更がなされた。
武装が完了し、海軍当局による検査もパスした開陽は、オランダ海軍大尉ディノー(Jules Arthur Emile Dinaux)に引き渡され、15日間の航海試験を経て、1866年（慶応2年）10月、ようやく完成した。蒸気機関のみでの巡航速度18マイル、クルップ砲の海上試射距離3900メートルなどの高い試験結果を残し、ディノーは「オランダ海軍にも開陽に勝る軍艦は無い」と断言した。
開陽は日本への引渡しのため、

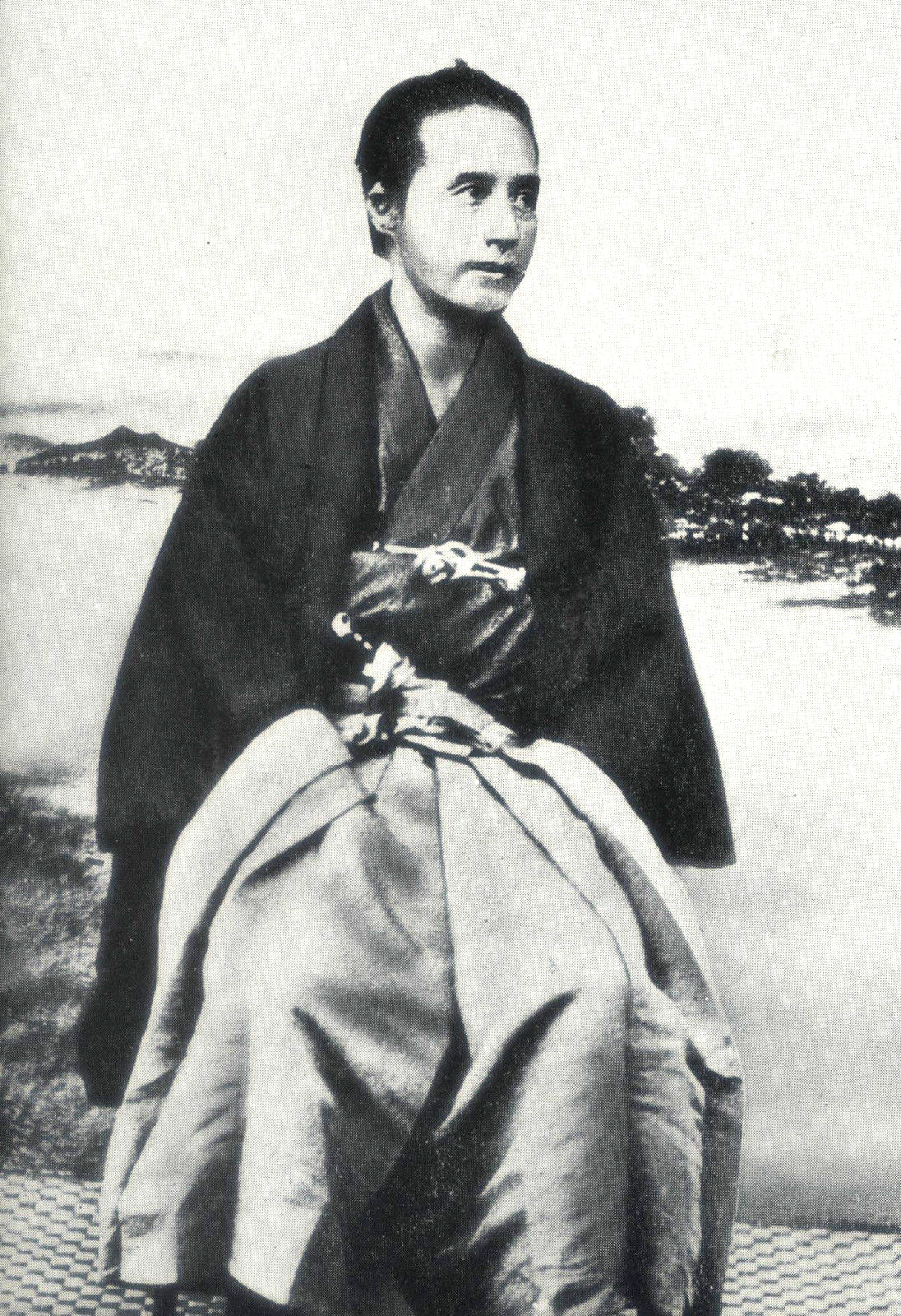
軍艦奉行・勝海舟

1866年12月1日(慶応2年10月25日)、
フリシンゲンを出港した。この処女航海には、内田ら9人の留学生が同乗し、ディノーの指揮により、帰国の途についた。イギリス海峡から大西洋を抜けるまでの18日間、暴風雨に見舞われたが、開陽は平然と進み、出港52日目にブラジルのリオデジャネイロに到着した。補給を済ませ、87日目にはインド洋に入り、1867年(慶応3年)2月20日、オランダ領東インド(現・インドネシア)のアンボイナへ到着した。再び補給を行い、3月6日、横浜を目指して出航、
1867年4月30日（慶応3年3月26日）
10時30分、無事入港した。
オランダ出港から150日かかった。
入港後すぐ軍艦奉行勝海舟らに出迎えられ、榎本らは久々の再会を喜び合った。
オランダと幕府の支払い交渉や手続きが行われている間、日本での乗組員の編成や訓練が行われた。勝は榎本を軍艦頭並、澤を軍艦役並に任命し、乗組員の採用と養成を指示した。残っていた手続きごとが全て完了した1867年(慶応3年)5月20日、開陽の引渡し式が行われ、オランダ公使ポルスブルックと海軍奉行織田対馬守が交換文書にサインし、正式に引き渡された。
勝によって榎本は軍艦頭並に登用されると、榎本は先ず、オランダ海軍の例に倣い、階級によって服装を分けた海軍の軍服を制定し、各隊員へ支給した。

### 戊辰戦争
旧幕府と薩長などとの開戦時、「開陽」は大坂湾にあり、軍艦奉行矢田堀鴻が座乗していた。薩摩藩邸焼き討ち発生後に大坂湾では「蟠竜」が薩摩藩の「平運丸」を攻撃。それに対して薩摩藩の「春日丸」から「開陽」に対して抗議がなされたが、船将榎本は国際法に則ったものであるとしてこれを突っ撥ねた。「開陽」は他艦と共に兵庫港封鎖を行ったが、慶応4年1月3日に鳥羽・伏見の戦いが起こると封鎖部隊は移動し、その隙に同地の薩摩艦「春日丸」、「翔凰丸」、「平運丸」が脱出を図った。それを見て「開陽」は「翔凰丸」を曳航する「春日丸」を追跡し、捕捉。「翔凰丸」を分離した「春日丸」と距離3000から1200メートル交戦したが、結局優速の「春日丸」に逃げられた。この海戦は阿波沖海戦という。
矢田堀と榎本がともに不在であった1月6日に徳川慶喜がアメリカ艦「イロコイ」（USS Iroquois）を経て「開陽」に逃れ、先任士官澤太郎左衛門に命じて品川へ向かった。
その後、榎本は海軍副総裁に就任し、4月11日の江戸城無血開城に至って、開陽丸を新政府軍に譲渡する事を断固として拒否し続けた。そして同年8月19日、開陽を旗艦とした榎本艦隊(回天、蟠竜、千代田形丸)は、遊撃隊など陸軍兵を乗せた運送船4隻(咸臨丸、長鯨丸、神速丸、美賀保丸)を加えて品川沖を脱走。榎本は総司令官を務めたため、開陽丸艦長には澤太郎左衛門が任命された。途中暴風雨に遭い美賀保丸・咸臨丸を失うも、開陽丸は8月末に何とか仙台に到着。すぐさま修繕が行われ、奥羽越列藩同盟が崩壊して行き場を失っていた大鳥圭介や土方歳三などの旧幕府脱走兵を艦隊に収容、10月12日仙台折浜より蝦夷地へ渡航して松前藩などを制圧。箱館戦争で敗れるまで蝦夷地南部を支配した(いわゆる蝦夷共和国)。

### 沈没
10月20日に蝦夷地鷲ノ木沖に到着した開陽丸は、しばらく鷲ノ木沖に停泊。10月25日に旧幕府軍が箱館および五稜郭を占領すると、箱館港に入港して祝砲を撃った。旧幕府軍は松前城を奪取した後、江差へ進軍を開始。その援護のために開陽丸も11月11日に箱館を出港して江差沖へ向かった。11月14日に江差沖に到着、陸地に艦砲射撃を加えるも反撃がないので、斥候を出すと、松前兵は既に撤退していた。榎本は最低限の乗組員を開陽丸に残して上陸し、江差を無血占領した。
ところが翌15日夜、天候が急変する。開陽丸は、タバ風と呼ばれる土地特有の風浪に押されて座礁。江差沖の海底は岩盤が固く、錨が引っ掛かりにくいことも災いした。回天丸と神速丸が救助に向かったが、その神速丸も座礁・沈没する二次遭難に見舞われ、開陽丸は岩礁に挟まれていよいよ身動きが取れなくなる。留守を預かっていた機関長の中島三郎助は、艦内の大砲を一斉に陸に向けて撃ち、その反動で船を離礁させようと試みたがこれも失敗に終わり、乗組員は全員脱出して江差に上陸。数日後、榎本や土方が見守る中、開陽丸は完全に沈没し、海に姿を消した。
主力軍艦たる開陽丸の喪失により、旧幕府軍は新政府軍に対する海上戦力の優位が一挙に崩れ、その後の戦局(箱館湾海戦)に大きく影響をおよぼすことになる。歴史家の中には開陽丸の江差沖への出港を「不必要に開陽丸を投入し、その挙句に喪失せしめた事は榎本の愚策である」と酷評する見解もある。

## 開陽の引揚げと復元

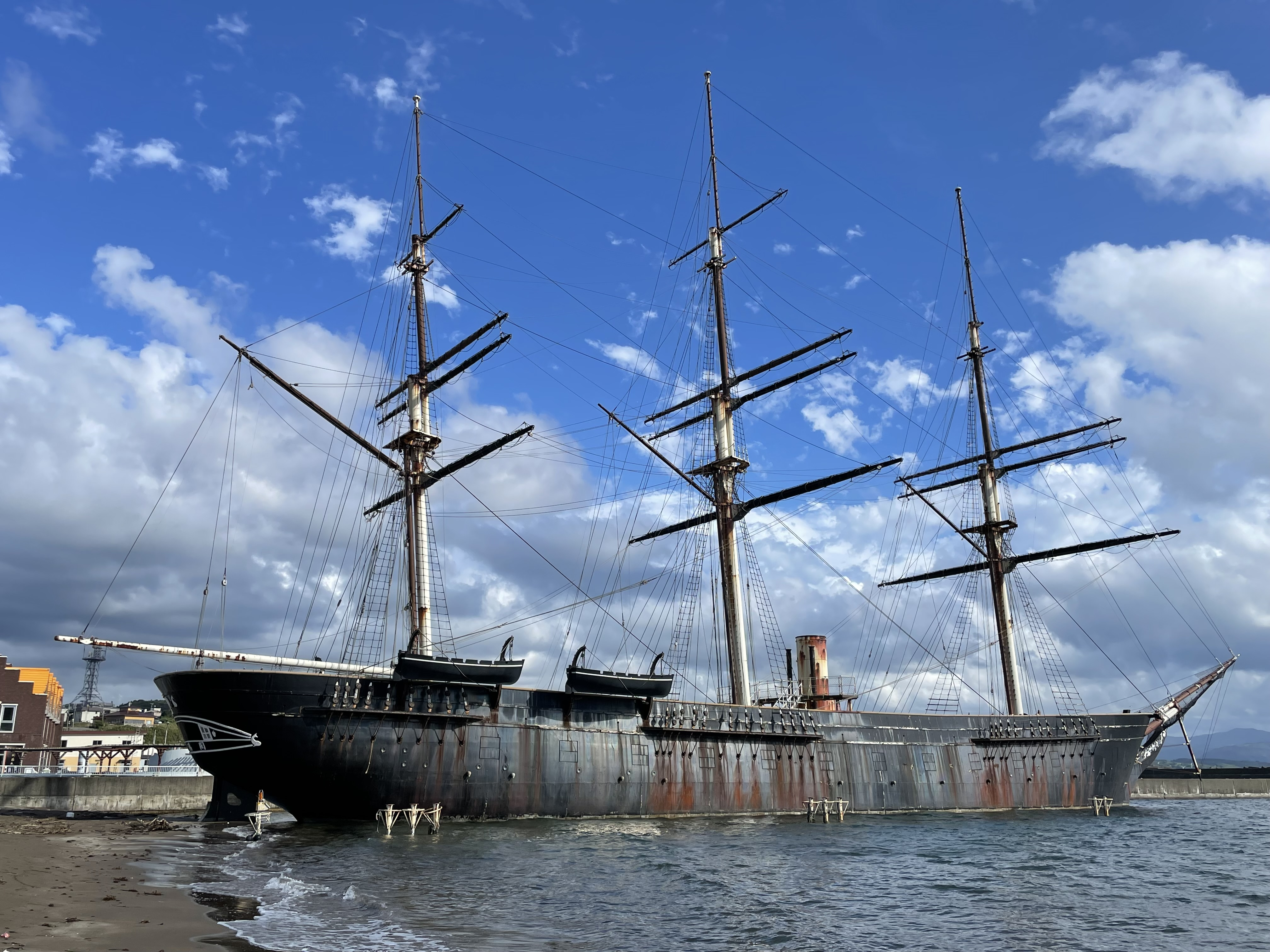
復元された開陽丸（江差町）

江差沖に沈没した開陽の引き揚げは箱館戦争直後から何度か行われていたが、本格的に行われたのは1873年(明治6年)で、大砲や弾丸、錨などが引き揚げられた。しかし、潜水具や専門の機材も持ち得ていなかったため、全てを引き揚げるには至らなかったが、座礁した神速丸の物も同時に集積されたため、「開陽丸は昔に引揚げが行われ、もう無い」という認識が一般化した。こうした認識に疑問を呈した江差町教育委員会教育長の石橋藤雄は、1974年(昭和49年)8月23日、文献から沈没位置を推定し、潜水調査を行い、開陽の遺留品を発見した。
この発見は文化庁にも認められ、翌年より引揚げ作業が本格的に行われることとなった。大砲、弾丸、火薬缶、ロープ、帆布、サーベル、日本刀等3万2905点が引揚げ・脱塩処理されている。また、オランダに保管されていた設計図に従い開陽丸を復元するプロジェクトも開始され、復元軍艦内に引揚げ品を配置し、「開陽丸青少年センター」（開陽丸記念館）としてその歴史と共に開放された。
開陽丸の船体および遺物は1975年（昭和50年）、日本初の海底遺跡として登録されている。
5月中旬に開催される箱館五稜郭祭では、開陽丸を模した山車が函館市街を引き回される。